# تاریکی تصلیب

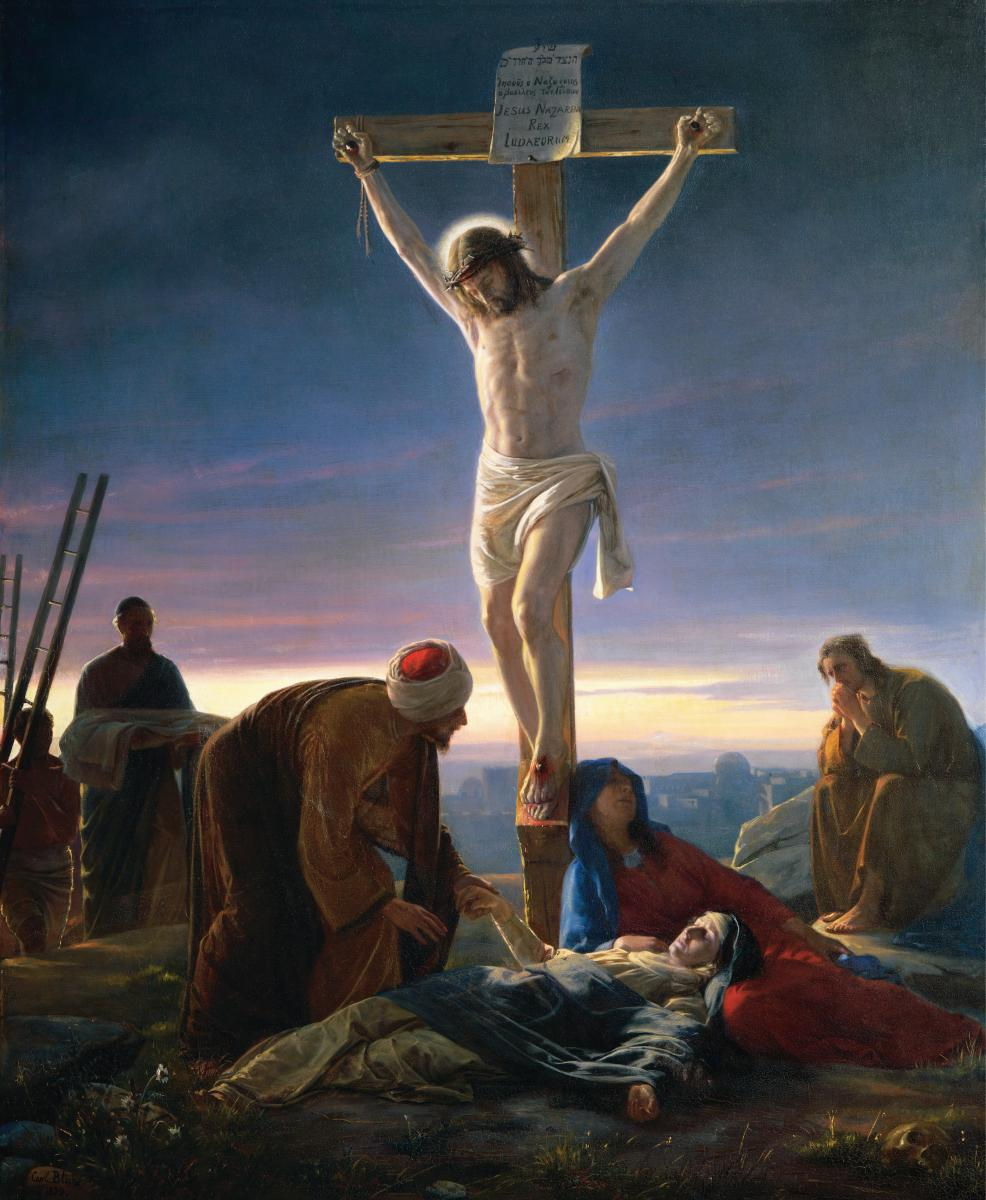
نگارهٔ «مسیح بر روی صلیب» از کارل هاینریش بلاخ (۱۸۳۴–۱۸۹۰) که آسمان تاریک شده را نشان می‌دهد.

تاریکی تصلیب واقعه ای است که در سه انجیل متعارف گزارش شده‌است برپایهٔ این نوشته‌ها در روز هنگام مصلوب شدن عیسی مسیح آسمان تاریک می‌شود.
بیشتر نویسندگان کهن و سده‌های میانی مسیحی این واقعه را به یک معجزه تلقی کرده‌اند و معتقد بودند که این بخش از عهد جدید یکی از چند بخشی است که مورد تأیید منابع غیر مسیحی هم قرار گرفته‌است؛ هرچند پژوهشگران مدرن، هیچ ارجاع معاصری به آن در خارج از عهد جدید نیافته‌اند.

## یادداشت
1. ↑  Allison (2005), p. 88–96.